# Албанское марзпанство
Албанское марзпанство также известна как Сасанидская Албания (Арран, Ардан, Алуанк, Агванк) — провинция (военно-административный округ) в составе сасанидского Ирана с 462 по 651 гг. Столица — город Партав. После присоединения к Албанскому марзпанству областей Арцах и Утик, его этнический состав был в основном армяно-албанским (имеются в виду кавказские албаны). В Арцахе и Утике проживали в основном армяне и отчасти албаны утийцы (удины), на левобережье Куры — в основном албаны и отчасти армяне.
В дальнейшем, до позднего средневековья под Арраном понимался лишь географический регион южно-кавказского прикаспийского побережья.

### Марзпаны
- Хосров II Парвиз[11]